# Karmen Medica
Karmen Medica, slovenska sociologinja in antropologinja, * 1961, Pulj
Predava na Oddelku za medijske študije Fakultete za humanistične študije Univerze na Primorskem v Kopru.
Področja dela: socialna antropologija, antropologija medijev, medijski študiji, regionalna etnografija, multikulturnost, študiji identitete, istrske identitete, etnični študiji, migracije, manjšine, skupnostno komuniciranje, medkulturno komuniciranje.

## Dela
- Medica, Karmen (1999). (Sour.). Slovensko-hrvaški obmejni prostor: Življenje ob meji. Ljubljana: Inštitut za narodnostna vprašanja. ISBN 961-6159-08-9.
- Medica, Karmen (2010). (Sour.). Migranti v Sloveniji - Med integracijo in alienacijo. Koper: Univerzitetna založba Annales. ISBN 978-961-6732-19-2.
- Medica, Karmen (2011). (Soavt.). Migrantski circulus vitiosus: Delovne in življenjske razmere migrantov v Sloveniji. Koper: Univerzitetna založba Annales. ISBN 978-961-6732-32-1.